# نرمين نحمد الله
نرمين نحمد الله روائية وكاتبة وصيدلانية مصرية وُلدت عام 1982، وتخرجت من كلية الصيدلة.

## أعمالها ومؤلفاتها
كتبت الكاتبة نرمين نحمد الله المقالات لعدد من الصحف والمجلات المحلية والعربية، ولها مقالة شهرية ثابتة في مجلة زهرة الخليج، كما صدر لها العديد من الكتب والروايات الإلكترونيّة والمطبوعة، ومنها:
- سينابون
- من بعيد قوس قزح
- قيود ناعمة
- وعانقت الشمس الجليد
- مرايا الخريف
- ماسة وشيطان
- جارية في ثياب ملكية
- تعاويذ عمران: رواية صدرت عام 2019 عن دار دون للنشر والتوزيع بالقاهرة.
- كونسيلر: رواية صدرت عام 2020 عن دار دون للنشر والتوزيع بالقاهرة.
- ضي يونس: رواية صدرت عام 2021 عن دار دون للنشر والتوزيع بالقاهرة.
- لحن سيبقى بيننا: رواية صدرت عام 2023 عن دار دون للنشر والتوزيع بالقاهرة.
- أشجار لا تُظلل العاشقين: رواية صدرت عام 2024 عن دار دون للنشر والتوزيع بالقاهرة.
- وعد على ريش حسون: رواية صدرت عام 2025 عن دار دون للنشر والتوزيع بالقاهرة.[3][4]

## وصلات خارجية
- صفحة الكاتبة على جود ريدز
- صفحة الكاتبة على موقع أبجد